# Amykos (Kentaur)
Amykos (altgriechisch Ἄμυκος Ámykos, deutsch ‚der Zerfleischer‘, latinisiert Amycus)  ist eine Gestalt der griechischen Mythologie.
Amykos war ein Kentaur, Sohn des Ophion. Er erschlug auf der Hochzeit des Peirithoos während des Streits zwischen den Lapithen und Kentauren (Kentauromachie) den Keladon mit einem Leuchter, wurde aber anschließend von Pelates getötet.
Nach Amykos ist der Asteroid (55576) Amycus benannt.